# Night Tide
Night Tide (zu deutsch Nachtflut) ist ein US-amerikanischer Spielfilm von Curtis Harrington aus dem Jahr 1961. Harrington schrieb das Drehbuch auf Grundlage seiner Kurzgeschichte The Secrets of the Sea, die wiederum von Edgar Allan Poes Gedicht Annabel Lee inspiriert wurde.

## Handlung
Der Navy-Matrose Johnny Drake macht in Santa Monica Urlaub und begegnet in einem Jazzclub einer attraktiven Frau namens Mora. Der einsame junge Mann sucht sofort ihre Nähe und auch Mora geht nach anfänglichem Zögern auf ihn ein. Auf der Kirmes arbeitet sie unter dem Namen Mora the Mermaid in einer Meerjungfrau-Show, die von dem ehemaligen Schiffskapitän Murdock geleitet wird. Murdock hatte sie einst als elternloses Kind in Griechenland entdeckt und dann adoptiert.
Johnny und Mora verlieben sich, doch die Harmonie bleibt nicht lange bestehen. Ellen, die Enkelin eines Karussellbetreibers, erklärt Johnny, dass Mora möglicherweise gefährlich sei, da ihre beiden vorigen Freunde unter geheimnisvollen Umständen ertrunken seien. Auch Captain Murdock warnt Johnny vor weiterem Umgang mit Mora. Diese erzählt ihm schließlich, dass es sich bei ihr um eine Sirene handele. Andere Sirenen würden aggressiv versuchen, sie zu überzeugen, ihr Schicksal anzunehmen und zu ihnen in die See zurückzukehren. Tatsächlich streift eine mysteriöse Frau, die ganz in Schwarz gehüllt ist, mehrfach in Moras Umgebung umher und kommuniziert mit ihr in einer fremden Sprache. Johnny hält diese Geschichten anfangs für kompletten Blödsinn, doch nach weiteren Vorkommnissen ist er sich nicht mehr sicher. Eines Nachmittags, am Tage des Vollmonds, schneidet Mora während eines Tauchgangs den Luftschlauch von Johnny ab. Er schwimmt sofort nach oben und überlebt, während Mora tiefer in die See schwimmt und verschwindet.
Am nächsten Abend besucht Johnny die Kirmesshow von Captain Murdock, wo er zu seinem Schrecken den toten Körper von Mora aufgestellt sieht. Da erscheint Captain Murdock mit einer Waffe und feuert auf Johnny, der sich mithilfe zweier Polizisten retten kann. Auf dem Polizeirevier gesteht Murdock, dass er Moras frühere Freunde aus Eifersucht getötet habe. Der einsame Kapitän konnte den Gedanken nicht ertragen, dass seine geliebte Mora ihn verlassen würde, und deshalb habe er in ihr die Idee in den Kopf gesetzt, dass sie eine Meerjungfrau sei und nicht das normale Leben eines Menschen führen könne. Er habe Mora auch denken lassen, dass sie ihre beiden Freunde getötet habe – offenbar war sie zum Schluss besessen von dem Glauben, eine mörderische Sirene zu sein. Später habe er die ertrunkene Mora „gefunden“ und Johnny für ihren Mörder gehalten. Murdock behauptet aber, nicht zu wissen, wer die mysteriöse und in Schwarz gehüllte Frau war – ob es eine Komplizin oder doch, wie von Mora behauptet, eine Sirene war, bleibt offen.
Johnnys Urlaub endet und er verabschiedet sich von Ellen, die sich etwas in ihn verliebt hat. Er verspricht ihr, möglichst in Zukunft zurückzukehren.

## Produktionshintergrund
Der Independentfilm entstand mit einem sehr kleinen Geldsumme, angeblich nur 75.000 US-Dollar. Es war die erste Film-Hauptrolle von Dennis Hopper, der seit Mitte der 1950er-Jahre als Nebendarsteller in Hollywood-Filmen aufgetreten war. Peter Lorre war die Wunschbesetzung für die Rolle des Kapitäns, allerdings waren seine Gehaltsforderungen für den Low-Budget-Film zu hoch.
Night Tide war zugleich der erste Spielfilm von Regisseur Curtis Harrington, der zuvor Experimentalfilme mit häufig queeren Elementen inszeniert hatte und ein später ein geschätzter B-Movie-Regisseur wurde. In der Szene im Nachtclub übernahm der Jazzmusiker Paul Horn mit seiner Band einen Gastauftritt. Die geheimnisvolle Frau wurde von Marjorie Cameron (1922–1995) gespielt, der Witwe des Raketenwissenschaftlers und Okkultisten John Parsons.

## Kritiken
Der US-Filmkritiker Dennis Schwartz meint, Night Tide „borgt seinen Titel von Poe, seinen launenhaften Filmstil von Kenneth Anger und besitzt den träumerischen Look eines Val-Lewton-Horrorstreifens“. Das Ende sei „mehrdeutig“ und lasse den Zuschauer entscheiden, ob Mora sich selbst ertrank, ob der Kapitän sie tötete oder auch Übernatürliches im Spiel war. Als Thriller sei Harringtons Film „spitzenmäßig“.
Rouven Linnarz von Film-Rezensionen.de meint, der Film sei „ein visuell suggestiver, schön fotografierter Film, in dem sich Traum und Wirklichkeit vermischen. Trotz kleineren technischen Mängeln, die wohl dem knapp bemessenen Budget des Films geschuldet sind, ist Curtis Harringtons Film eine wahre Fundgrube für Cineasten und alleine schon wegen des Auftritts des noch jungen Dennis Hopper sehenswert.“